# Красни Октябър (Саратовски район)
Красни Октябър (на руски: Красный Октябрь) е селище от градски тип в Русия, разположено в Саратовски район, Саратовска област. Населението му към 1 януари 2018 година е 3187 души.